# 多马坦 (杜省)
多马坦（法語：Dommartin，法語發音：[dɔ̃maʁtɛ̃] ⓘ）是法国杜省的一个市镇，位于该省南部，属于蓬塔利耶区。

## 地理
多马坦（46°55'29"N, 6°18'25"E）面积6.39 平方千米，位于法国勃艮第-弗朗什-孔泰大區杜省，该省份为法国东部内陆省份，北起上索恩省，西接汝拉省，东部及东南部与瑞士接壤，东北部与贝尔福地区省接壤。
与多马坦接壤的市镇（或旧市镇、城区）包括：蓬塔利耶、维耶桑、乌托、瓦勒迪西耶。

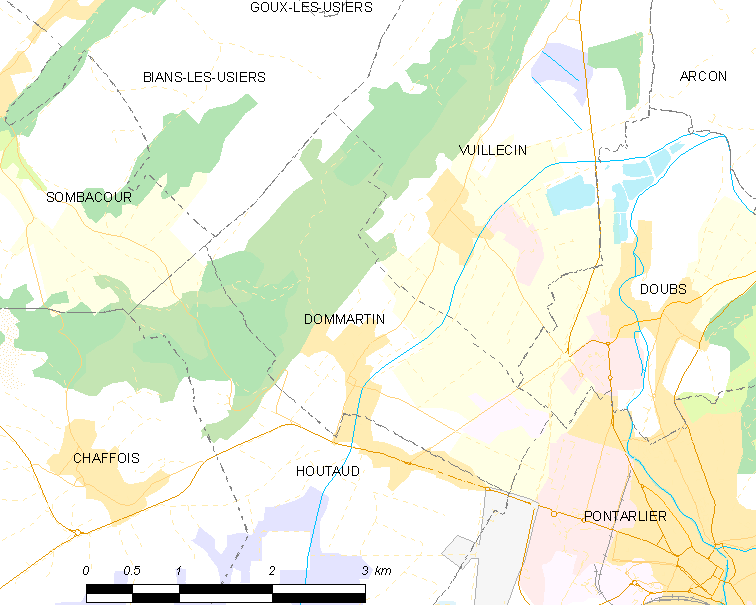
的OSM定位图

多马坦的时区为UTC+01:00、UTC+02:00（夏令时）。

## 行政
多马坦的邮政编码为25300，INSEE市镇编码为25201。

## 政治
多马坦所属的省级选区为蓬塔利耶县。

## 人口

1962-2008年间人口变化图示

多马坦于2022年1月1日时的人口数量为819人。